# Градски стадион у Земуну
Градски стадион у Земуну (раније стадион Галенике), је стадион са више намена у Београду, Србија. Тренутно се користи највише за фудбалске мечеве и он је домаћи терен ФК Земун. Стадион се налази у насељу Земун у истоименој општини и има капацитет близу 10.000 седећих места. Отворен је 29. септембра 1962.

## Концерти
- Тина Тарнер - Foreign Affair: The Farewell Tour - 19. август 1990.
- Боб Дилан - 1991 European Tour - 11. јун 1991.